# Hellchild
Hellchild (されます) was een Japanse thrash/deathmetalband uit Tokio, geformeerd in 1987. De band deelde tijdens toeren vaak het podium met soortgelijke bands als Jurassic Jade, Casbah, Shell Shock, Outrage, Doom en United, waar ze veel vriendschappelijke relaties aan over hebben gehouden. De optredens vonden voornamelijk plaats in Japan en de Verenigde Staten. In 2001 behaalden ze populariteit in Amerika door een split-cd uit te brengen met Converge. Kort hierna ging de band uit elkaar.

## Bandleden
Laatst bekende lineup
- Tsukasa Harakawa (zang)
- Junichi Harashima (drums)
- Yasuo Satoh (basgitaar) - † 4 april 2005
- Eiichiro Suzuki (gitaar)

Ex-leden
- Masanori Arai (basgitaar)
- Kenichi Matsunaga (basgitaar)
- Satoru Naito (drums)

## Discografie
Studioalbums
- 1993 - Where The Conflict Reaches
- 1997 - Circulating Contradiction
- 1999 - Bareskin
- 2000 - Wish